# Urząd Büchen
Urząd Büchen (niem. Amt Büchen) – urząd w Niemczech w kraju związkowym Szlezwik-Holsztyn, w powiecie Herzogtum Lauenburg. Siedziba urzędu znajduje się w miejscowości Büchen.
W skład urzędu wchodzi 15 gmin:
1. Besenthal
2. Bröthen
3. Büchen
4. Fitzen
5. Göttin
6. Gudow
7. Güster
8. Klein Pampau
9. Langenlehsten
10. Müssen
11. Roseburg
12. Schulendorf
13. Siebeneichen
14. Tramm
15. Witzeeze